# Mont Azore
Der Morne Azore oder Fond Azore ist mit 367 m (369 m) die höchste Erhebung auf der Insel Praslin im Inselstaat Seychellen im Indischen Ozean.

## Geographie
Der Berg ist von tropischem Regenwald bedeckt und überblickt das seit 1983 in das UNESCO-Welterbe aufgenommene Vallée de Mai im Süden der Insel.